# Phengodes tuxtlaensis
Phengodes tuxtlaensis is een keversoort uit de familie Phengodidae. De wetenschappelijke naam van de soort is voor het eerst geldig gepubliceerd in 1989 door Zaragoza.